# Hirsuties papillaris genitalis
Hirsuties papillaris genitalis (lat. papillae coronae glandis či hirsuties papillaris penis), česky perlové penilní papuly (PPP) či bradavkovitá ježatost penisu, je klinický stav kůže na mužském pohlavním orgánu – penisu. Jedná se o přirozené drobné uzlíky tzv. angiofibromy (chybně nazývané bradavičky) doprovázející nervová zakončení. Vyskytuje se přibližně u 30 % neobřezaných mužů. Bílá barva je způsobena tukovou povahou těchto uzlíků. Vznikají zcela přirozeně, jejich zvýraznění nastává v době dospívání, bez ohledu na sexuální život. Lokalizace těchto pupínků je nejčastěji při koruně žaludu penisu. Zcela nevhodné je jejich mačkání. S rostoucím věkem bývají méně patrné. Lékařsky vedené vyjmutí těchto bílých útvarů je zbytečné, a téměř se neprovádí, navíc by došlo k narušení kůže a tím ke změně citlivosti vjemů.
Hirsuties papillaris genitalis spontánně mizí po celkové obřízce. Obecně lze říct, že mizí vždy, když tato oblast je dlouhodobě obnažená a suchá. Proto také po částečné nebo volné obřízce, kdy ježatá část žaludu zůstává krytá, k vymizení nedochází. Vymizení nastává postupně v období 7–15 měsíců po celkové obřízce.
Pozor na záměnu s condylomata accuminata či jiné patologické projevy, které je nutno urychleně léčit. Proto je doporučováno histopatologické vyšetření.
Nejedná se o sexuálně přenosnou nemoc.

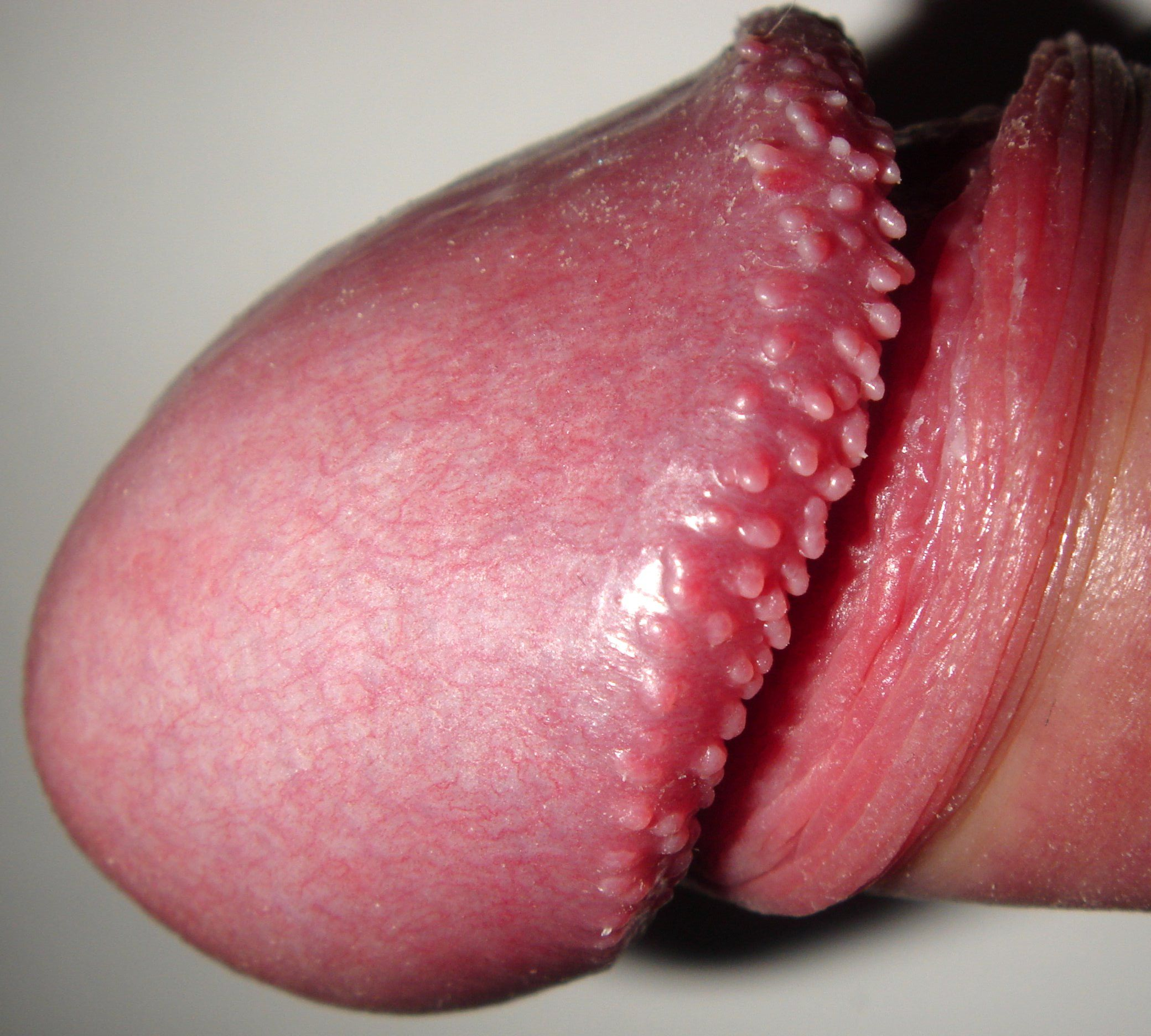
Žalud s Hirsuties papillaris genitalis
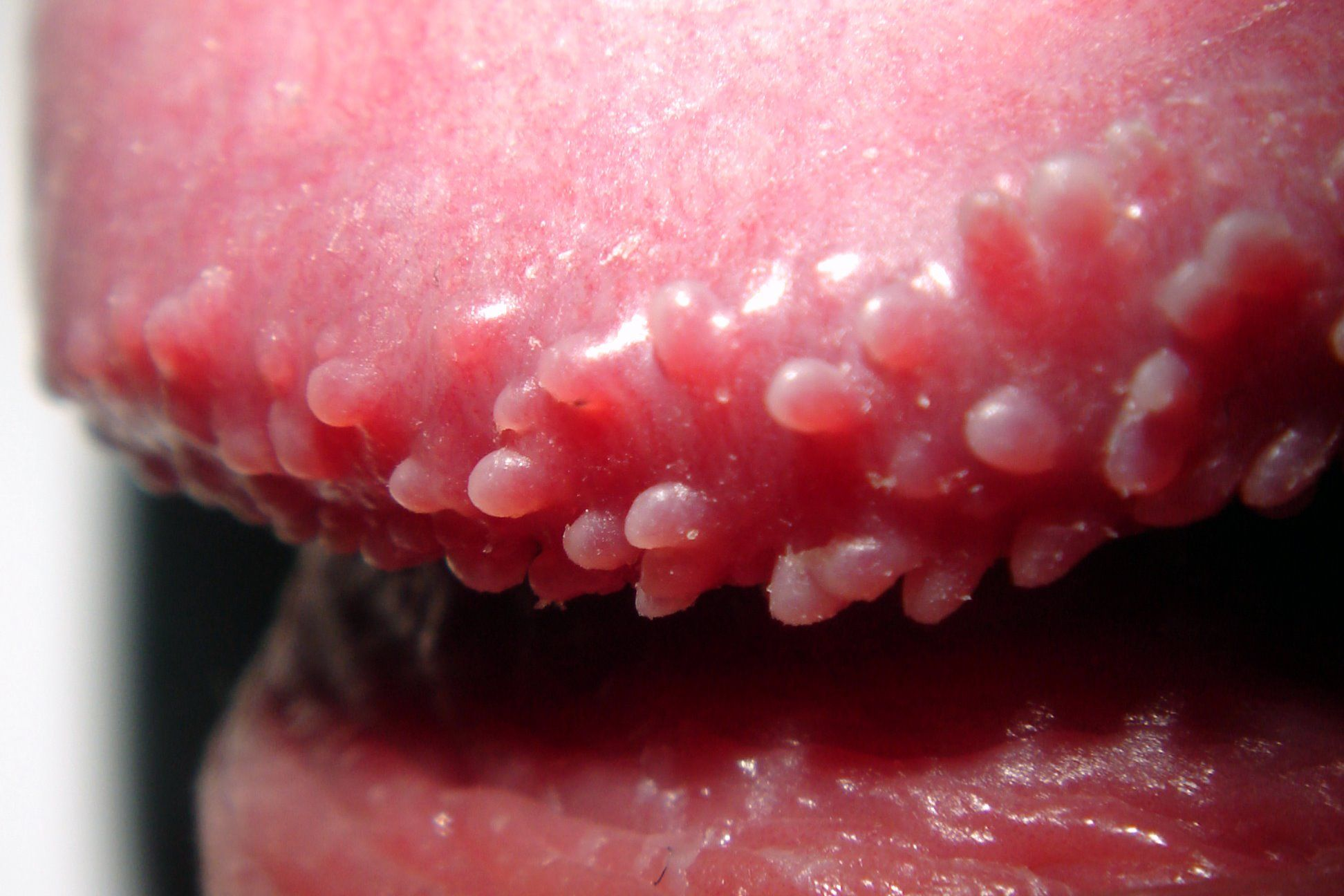
Bližší pohled
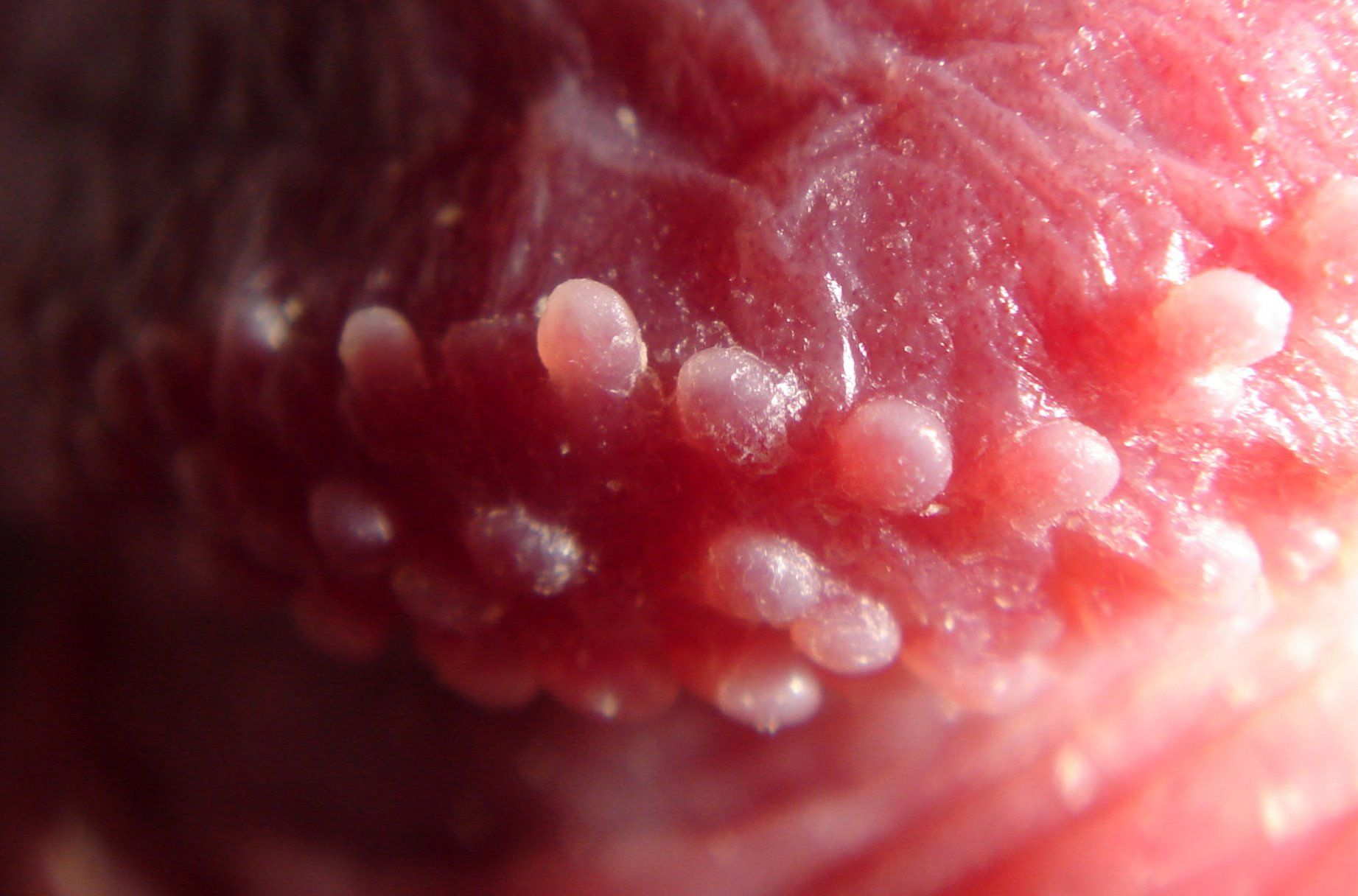
Detail